# Calmodulina
La calmodulina (CaM) –un acrònim derivat de l'anglès "calcium modulated protein"– és una proteïna involucrada en els mecanismes de resposta de les cèl·lules a l'augment de calci intracel·lular. Per activar-se, la calmodulina ha de captar ions de calci (Ca2+). Un cop unida al Ca2+, la calmodulina interactua amb altres proteïnes com cinases i fosfatases, per tal de regular la seva activitat.

## Estructura
La calmodulina és una proteïna petita (16,7 kDa), formada per una seqüència de 148 aminoàcids altament conservada entre espècies.
La calmodulina té dos dominis globulars aproximadament simètrics (dominis N-terminal i C-terminal) amb una forma similar a una pesa de gimnàs. Els dominis globulars estan separats entre si per una hèlix alfa molt flexible. Cadascun dels dominis globulars conté dos motius de mà EF separats per una petita làmina beta antiparal·lela. En total, la CaM conté quatre llocs d'unió a Ca2+, dos a cada domini globular.
L'estructura de la calmodulina canvia de conformació en unir-se al calci: en absència de calci, les quatre mans EF es troben compactades, mentre que un cop unida a calci, les hèlix alfa dels motius s'orienten de forma perpendicular i la regió flexible s'estén. El canvi de conformació de la calmodulina influeix en la seva forma d'interactuar amb altres proteïnes i enzims, fet que permet la seva funció de regular l'activitat de les seves dianes en funció de la concentració de calci.

## Mecanisme
Diversos mecanismes de comunicació cel·lular utilitzen els ions Ca2+ com a segon missatger, com ara els iniciats pels canals de calci i els receptors metabotròpics associats a fosfolipasa C/inositol 1,4,5‐trisfosfat. La CaM té una afinitat al Ca2+ al voltant de 10-6 M (10 μM). Aquest valor es troba en una posició central entre la concentració de calci en repòs d'una cèl·lula (0,1 μM) -que no és suficient per activar la CaM-, i la concentració de calci en estat d'activació (100 μM), concentració a la que la CaM es trobaria activada.
Un cop activada, la calmodulina reconeix un gran ventall de proteïnes gràcies a la seva flexibilitat. En particular, la CaM no té un motiu específic d'interacció, sinó que reconeix proteïnes amb una hèlix alfa de 16-35 aminoàcids que tingui una cara amb residus polars bàsics i a l'altra residus hidrofòbics.